# غراهام برايس
غراهام برايس (بالإنجليزية: Graham Price)‏ هو لاعب اتحاد الرغبي ومتحدث تحفيزي بريطاني، ولد في 24 نوفمبر 1951 في الإسماعيلية في مصر.

## وصلات خارجية
- غراهام برايس عل موقع إسبنسكروم (الإنجليزية)